# نائیرا زهرابیان
نائیرا زهرابیان (ارمنی: Նաիրա Վահանի Զոհրաբյան؛ انگلیسی: Naira Zohrabyan؛ زادهٔ ۸ مهٔ ۱۹۶۵) سیاست‌مدار اهل ارمنستان است که از تاریخ ۲۰۰۸ تا تاریخ ۲۰۲۱ نمایندگی دوره‌های چهارم تا هفتم مجلس ملی جمهوری ارمنستان را برعهده داشت.

## زندگی‌نامه
وی در ۸ مه ۱۹۶۵ در ایروان به دنیا آمد. ساموئل مکرتچیان شوهر وی بود.